# Masciago Primo
Masciago Primo is een gemeente in de Italiaanse provincie Varese (regio Lombardije) en telt 289 inwoners (31-12-2004). De oppervlakte bedraagt 1,9 km², de bevolkingsdichtheid is 272 inwoners per km².

## Demografie
Masciago Primo telt ongeveer 111 huishoudens. Het aantal inwoners steeg in de periode 1991-2001 met 44,7% volgens cijfers uit de tienjaarlijkse volkstellingen van ISTAT.
| Jaar | Inwoneraantal |
| ---- | ------------- |
| 1991 | 188           |
| 2001 | 272           |

## Geografie
Masciago Primo grenst aan de volgende gemeenten: Bedero Valcuvia, Cunardo, Ferrera di Varese, Rancio Valcuvia.